# Lucy Hughes-Hallett
Lucy Angela Hughes-Hallett (Londres, 7 de diciembre de 1951) es un historiadora y biógrafa británica.
Hughes-Hallett es hija del matrimonio formado por Michael Wyndham Norton Hughes-Hallett y Penélope Ann Fairbairn. Su padre era un teniente de la Guardia Escocesa.
En 1984, se casó con Dan Franklin y tienen dos hijas.  Hughes-Hallett ha escrito reseñas de libros regularmente en The Sunday Times. 
En noviembre de 2013, ganó el Premio Samuel Johnson de no ficción por su biografía del escritor italiano, Gabriele D'Annunzio, The Pike: Gabriele D'Annunzio, Poet, Seducer and Preacher of War, publicada en español como El gran depredador: Gabriele d'Annunzio. Emblema de una época (Planeta, 2014). El libro también ganó en 2013 el Costa Book Awards en la categoría de biografías. Hughes-Hallett forma parte habitualmente del jurado de Premio Duff Cooper y es miembro de la Royal Society of Literature. Además de The Pike ..., es autora de Cleopatra: Histories, dreams and distortions (1990) y Heroes: Saviours, traitors and supermen (2004).

## Algunas publicaciones
- Hughes-Hallett, L. 1990. Cleopatra: Histories, dreams and distortions. New York: Harper & Row.[12]

- Hughes-Hallett, L. 2004. Heroes: Saviours, traitors and supermen. London: Fourth Estate.[13]

- Hughes-Hallett, L. 2013. The Pike: Gabriele D'Annunzio, Poet, Seducer and Preacher of War, London : Fourth Estate